# Limnothlypis swainsonii
Limnothlypis swainsonii е вид птица от семейство Parulidae, единствен представител на род Limnothlypis.

## Разпространение
Видът е разпространен в Бахамските острови, Белиз, Гватемала, Кайманови острови, Куба, Мексико, САЩ, Хаити, Хондурас и Ямайка.